# Stopnica (gmina)
Stopnica est une gmina rurale du powiat de Busko, Sainte-Croix, dans le centre-sud de la Pologne. Son siège est le village de Stopnica, qui se situe environ 17 km à l'est de Busko-Zdrój et 55 km au sud-est de la capitale régionale Kielce.
La gmina couvre une superficie de 125,43 km2 pour une population de 7 838 habitants.

## Géographie
La gmina inclut les villages de Białoborze, Borek, Bosowice, Czyżów, Dziesławice, Falęcin Nowy, Falęcin Stary, Folwarki, Jastrzębiec, Kąty Nowe, Kąty Stare, Klępie Dolne, Klępie Górne, Konary, Kuchary, Mariampol, Mietel, Nowa Wieś, Podlasek, Prusy, Skrobaczów, Smogorzów, Stopnica, Strzałków, Suchowola, Szczeglin, Szczytniki, Szklanów, Topola, Wolica, Zaborze et Żerniki Dolne.
La gmina borde les gminy de Busko-Zdrój, Gnojno, Oleśnica, Pacanów, Solec-Zdrój et Tuczępy.